# Ротер, Энтони
Энтони Ротер — продюсер электронной музыки, композитор, и владелец лейбла Datapunk, живущий в городе Оффенбах, Германия. Он является одним из исполнителей, ответственных за возрождение музыки в стиле электро — жанра, который был первоначально представлен в конце 1970-х годов в Германии в группой Kraftwerk, чья музыка оказала на него большое влияние.
Звучание электро, созданного Anthony Rother (Sex with machines, Simulationszeitalter). характерно повторяющимся механистическим битом, использованием вокодера, меланхолией, футуристическим настроением и лирикой, которая затрагивает тему последствий технологического прогресса, взаимоотношений между людьми и машинами, и роль компьютеров в обществе.
Так же Энтони Ротер создаёт музыку в стиле dark ambient (Elixir of Life, Art Is a Technology).
В настоящее время Anthony Rother концентрируется на создании хаус и техно музыки.